# Eupithecia ochrovittata
Eupithecia ochrovittata is een vlinder uit de familie van de spanners (Geometridae). De wetenschappelijke naam van de soort is voor het eerst geldig gepubliceerd in 1914 door Christoph.
De soort is waargenomen in Armenië, Georgië en Afghanistan.